# Jerk Rysjö
Jerk Thomas Rysjö, född 25 december 1950 i Norra Råda, död 17 juli 1996 på Adelsö, var en svensk skådespelare, regissör och sångare.

## Biografi
Rysjö utbildades vid Teaterhögskolan i Göteborg 1976-1979, tillsammans med Pia Green, Fredrik Nilsson, Anders Larsson, Inga-Lill Andersson, Per Larin, Suzanne Reuter och Christer Fant. Därefter var han verksam vid bland annat Riksteatern och Helsingborgs stadsteater.
Han var sambo med kostymören Sven Lundén från 1982 fram till sin död.

## Filmografi
| År   | Roll                        | Produktion           | Noter                |
| ---- | --------------------------- | -------------------- | -------------------- |
| 1979 | Dräng i prästgården         | Charlotte Löwensköld |                      |
| 1982 |                             | Hedebyborna          | TV-serie Avsnitt 3:3 |
| 1990 | "Volare" Leander            | Hjälten              |                      |
| 1992 | En av Fanny och Zacs vänner | Änglagård            |                      |

## Teater

### Roller
| År   | Roll             | Produktion                                                                                 | Regi                | Teater                   |
| ---- | ---------------- | ------------------------------------------------------------------------------------------ | ------------------- | ------------------------ |
| 1980 |                  | Monstret i skåpet Viveca Sundvall                                                          | Hans Kumlien        | Riksteatern              |
| 1981 |                  | Stora landsvägen August Strindberg                                                         | Allan Edwall        | Riksteatern              |
| 1981 |                  | Far och son Björn Lindroth och Björn Nilsson                                               |                     | Riksteatern              |
| 1982 |                  | Historien om en soldat (L'histoire du soldat) Igor Stravinskij och Charles-Ferdinand Ramuz | Åke Lindström       | Kulturhuset              |
| 1983 |                  | Snöbollskriget Hagar Olsson                                                                | Gösta Bredefeldt    | Riksteatern              |
| 1983 | Stefan Andersson | Den svarta lappen Björn Runeborg                                                           | Thomas Johansson    | Riksteatern              |
| 1984 | Olaus Petri      | Mäster Olof August Strindberg                                                              | Ritva Holmberg      | Riksteatern              |
| 1984 |                  | Tango Sławomir Mrożek                                                                      | Stig Ossian Ericson | Riksteatern              |
| 1985 |                  | Klassfiende (Class Enemy) Nigel Williams                                                   | Magnus Bergquist    | Riksteatern              |
| 1985 |                  | Förbjudet område Klas Östergren                                                            | Magnus Bergquist    | Riksteatern              |
| 1986 | Ligurio          | Mandragola (La Mandragola) Niccolò Machiavelli                                             | Radu Penciulescu    | Dramatiska ensemblen     |
| 1987 | Fahad            | Tystnad Tagning! (הפלשתינאית, Ha-Palestinait) Joshua Sobol                                 | Gunilla Berg        | Helsingborgs stadsteater |
| 1987 | Passepartout     | Jorden runt på 80 dagar (Le Tour du monde en quatre-vingts jours) Jules Verne              | Bengt Ahlfors       | Helsingborgs stadsteater |